# Олтон (округ Хидалго, Тексас)
Олтон (енгл. Alton) град је у америчкој савезној држави Тексас. По попису становништва из 2010. у њему је живело 12.341 становника.

## Демографија
Према попису становништва из 2010. у граду је живело 12.341 становника, што је 7.957 (181,5%) становника више него 2000. године.
| Група             | 2000.         | 2010.          |
| Белци             | 83 (1,9%)     | 756 (6,1%)     |
| Афроамериканци    | 2 (0,0%)      | 25 (0,2%)      |
| Азијати           | 0 (0,0%)      | 7 (0,1%)       |
| Хиспаноамериканци | 4.292 (97,9%) | 11.554 (93,6%) |
| Укупно            | 4.384         | 12.341         |